# Temu (online retailer)
Temu is een Chinees e-commerceplatform dat actief is in negentig landen in Noord- en Zuid-Amerika, Europa, het Midden-Oosten, Azië en Oceanië, met producten in verschillende categorieën. Het bedrijf werd opgericht in juli 2022 en is in handen van PDD Holdings. Het hoofdkantoor bevindt zich in Boston (Verenigde Staten).
Op haar platform biedt Temu allerhande producten aan van verschillende aanbieders. Aanvankelijk gebeurde dat door producten direct vanuit China naar de klant te verschepen, maar sinds augustus 2024 kunnen tevens Europese verkopers hun producten via het platform aanbieden en werkt het bedrijf samen met lokale magazijnen.

## Oprichting en uitbreidingen

### Bedrijfsmodel
Temu werd opgericht in 2022 door PDD Holdings Inc. dat tevens eigenaar is van het online retailplatform Pinduoduo. De online marktplaats van Temu koppelt consumenten direct aan onafhankelijke verkopers. Met dit Consumer-to-Manufacturer (C2M)-model, waarbij intermediaire opslag wordt omzeild, onderscheidt Temu zich van traditionele retailers en weet het kosten te verlagen. Een uitgebreid netwerk van leveranciers en geoptimaliseerde logistiek biedt het platform een brede productselectie.

### Leveranciers
Temu biedt producten aan van verschillende leveranciers. In het begin maakte Temu voornamelijk gebruik van de reeds bestaande toeleveringsketen van Pinduoduo. In januari 2024 kondigde Temu aan vanaf maart 2024 haar platform open te willen stellen voor Amerikaanse en Europese leveranciers in alle categorieën, inclusief "Fast-Moving Consumer Goods" (FMCG), zoals verpakte voedingsmiddelen, dranken, toiletartikelen en andere huishoudelijke artikelen.
Op het platform zijn verkopers uit onder meer de Verenigde Staten, Mexico, het Verenigd Koninkrijk, Duitsland, Frankrijk, Italië, Nederland, Spanje, België, Oostenrijk, Polen, Tsjechië, Hongarije, Roemenië, Zweden, Japan, Zuid-Korea, Canada, Australië en Portugal actief. In december 2024 werden de eerste Nederlandse verkopers toegelaten. Met dit aanvullende “local-to-local” model wil Temu een nog bredere selectie producten aanbieden die zijn afgestemd op de voorkeuren van de consument, en tegelijkertijd lokale bedrijven te ondersteunen. Temu verwacht dat uiteindelijk tot 80% van zijn Europese omzet via dit “local-to-local-model” zal komen.

### Levering aan internationale klanten
Vanaf september 2022 verkocht Temu producten in de Verenigde Staten.  Vanaf februari 2023 startte Temu met de verkoop in Canada, gevolgd door Nieuw-Zeeland en Australië in maart 2023. Vanaf april 2023 startte Temu op de Europese markt voor klanten in Duitsland, Frankrijk, Groot-Brittannië, Italië, Nederland en Spanje. Daarna breidde het bedrijf verder uit en werd de app in Europa tevens beschikbaar in onder meer België, Ierland, Finland, Griekenland, Luxemburg, Oostenrijk, Polen, Portugal en Slowakije, alsook in de Filipijnen, Japan, Mexico en Zuid-Korea. In januari 2024 lanceerde Temu haar webshop in Zuid-Afrika. Op 2 april 2024 werd het bedrijf ook actief in Marokko.
In mei 2025 werd geopperd dat Temu zou stoppen met het rechtstreeks verkopen aan consumenten in de Verenigde Staten wegens de relatief zeer hoge importheffing. Temu verkoopt echter nog wel aan Amerikaanse klanten. In mei 2025 herhaalde PDD-voorzitter Lei Chen dat Temu prijzen niet wil verhogen en dat, in het licht van de hogere importheffingen, de strategie is om meer op lokale handelaren te leunen voor het verwerken van bestellingen.

### Logistiek
In november 2023 ging Temu partnerschappen aan met logistieke partners in Duitsland, Italië en Spanje om het bezorgingsnetwerk te verbreden.
In april 2025 ondertekenden Temu en DHL Group een Memorandum of Understanding (MoU) om de logistiek van Temu in heel Europa te verbeteren. De samenwerking richt zich op Temu’s "local-to-local"-model. Volgens de overeenkomst biedt DHL Temu multimodale transportoplossingen en zet het zijn uitgebreide logistieke netwerk in om de groei van Temu te ondersteunen in zowel gevestigde als opkomende markten, waaronder regio's in Europa, het Midden-Oosten en Afrika.

## Marketing

### Slogan
De naam Temu verwijst naar het motto 'Team Up, Price Down'. Samenwerking en het delen van de app kan de klant financiële voordelen opleveren. De slagzin van het bedrijf ("Winkel als een miljardair") is een verwijzing naar de lage prijzen waardoor de klant het gevoel krijgt geen financiële restricties te hebben.

### Reclamecampagnes
Temu voerde in de Verenigde Staten een grootschalige campagne tijdens de Superbowl van 2023. Deze campagne kostte 14 miljoen dollar. Daarnaast werden zanger Jason Derulo en de Americanfootballspeler JuJu Smith-Schuster gevraagd reclame te maken voor het bedrijf. Ook op de socialemediaplatformen Facebook, Instagram en Snapchat werd reclame gemaakt voor de app. Via Meta, het moederbedrijf van onder meer Facebook en Instagram, werden 8000 reclames geplaatst. Mede hierdoor werd de app de meest gedownloade shopping app in de Verenigde Staten en ze versloeg daarbij de downloadcijfers van de apps van Walmart en Amazon. In september 2023 was de app wereldwijd meer dan 40 miljoen keer gedownload. Ook in onder meer België, Japan, Zuid-Korea en het Verenigd Koninkrijk was de app de meest gedownloade shoppingapp.
Voor de promotie van de app en de producten van Temu maakt het bedrijf veelvuldig gebruik van influencer marketing. Volgens professor e-commerce Roel Gevaers besteedde Temu hier in een aantal maanden tijd meer dan een miljard euro aan. Influencers worden aangespoord video's te plaatsen waarin zij hun haul (aankopen) laten zien en producten aanbevelen aan hun volgers.

### Gamificatie
In de app wordt gebruikgemaakt van gamificatie. De klant kan in de app spellen spelen waarmee punten verdiend kunnen worden. Daarnaast wordt de gebruiker aangemoedigd de app te delen met vrienden en familie in ruil voor punten waarmee de klant gratis producten kan verkrijgen.

## Cijfermateriaal

### Bezoekerscijfers
Het grootste aantal Temu-gebruikers is afkomstig uit de Verenigde Staten. In mei 2023 was 53% van de gebruikers afkomstig uit de Verenigde Staten.
In oktober 2022 had Temu 10 miljoen actieve gebruikers in de Verenigde Staten. In mei 2023 was dat gestegen naar 100 miljoen actieve gebruikers. In november 2023 was de app in de Verenigde Staten 250 miljoen keer gedownload.
In oktober 2023 had de app in de Verenigde Staten 42 miljoen unieke maandelijkse bezoekers. Vergeleken met het jaar daarvoor was dat een verviervoudiging. Van deze 42 miljoen bezoekers plaatste 4,5% een bestelling op Temu.
In de Europese Unie verwelkomde Temu tussen 1 april en 31 oktober 2024 in totaal ongeveer 93,7 miljoen gemiddelde maandelijkse actieve gebruikers. Cijfers uit juni 2025 tonen aan dat Temu ongeveer 4,6 miljoen gebruikers heeft in Nederland. Nederland is daarmee de zesde grootste markt voor Temu in Europa. Volgens Similarweb was de website van Temu in Nederland in juni 2025 een van de snelst groeiende websites in termen van bezoekersaantallen.

### Omzet
In september 2022 was het bruto handelsvolume 3 miljoen dollar. In juni 2023 was dat gestegen naar 1 miljard dollar. In december 2023 was het moederbedrijf van Temu, PDD Holdings, met een beurswaarde van 188 miljard dollar meer waard dan de Alibaba Group. Naar verluidt was de omzet van Temu in 2023 16 miljard dollar.
De populariteit van Temu en Shein had als gevolg dat de vraag naar vrachtvervoer in Azië in 2023 met 5% steeg ten opzichte van 2022.